# Табір іде в небо
«Табір іде в небо» (рос. «Табор уходит в небо») — радянський драматичний художній фільм 1975 року, режисера Еміля Лотяну за мотивами ранніх оповідань Максима Горького («Макар Чудра» і «Стара Ізергіль»). Лідер прокату 1976 року в СРСР (64,9 мільйонів глядачів).

## Сюжет
В основі сюжету фільму, який починається з намагання групи циган вкрасти табун коней, лежить історія кохання конокрада Лойко Зобара і циганки-віщунки Ради, описана в оповіданні «Макар Чудра» Максима Горького (СРСР).
Дія розгортається в самому початку XX століття, всередині циганського табору на річці Тисі на Закарпатті, на околиці Австро-Угорської імперії.
Легенда про любов двох молодих і гордих циганів — Лойко і Ради, які закохуються один в одного, але вважають, що сімейне життя — це ланцюг, що сковує їх незалежність. Сам Лойко зустрівся з Радою, коли вона знайшла його пораненим і зцілила. Потім конокрад і красуня ще раз зустрілися, коли Лойко зустрів цигана Бучу з табору Ради і сам прийшов у табір, очолюваний старим Нуром.
Місцевий немолодий поміщик — дворянин Антал Сіладі також закохується в Раду, з якою познайомився під час своєї прогулянки по місту, але вона при всьому таборі публічно відкидає його і нещасний закоханий пан проклинає молоду циганку. Конокрад Лойко зухвалий і щасливий в своєму ремеслі, причому він успішно краде білу кобилу, як цього хотіла Рада. Однак він накликає на себе гнів влади, які роблять розгром в його рідному таборі, а горда і красива сестра Лойко Русаліна робить спроби до опору. Батько Лойко в результаті видає жандармам свого сина, який відправив свого друга Талімона незадовго до цього до пана Балінта з метою забрати борг. На жаль, Балінт каже, що Лойко обіцяв сам прибути в маєток, як було раніше домовлено, а його слуга заколює вилами цигана на стайні.
Тим часом місцева влада засуджує Лойко до смерті, проте сам Лойко ухитряється втекти з власної страти, хоча втрачає в живих свого друга Бубуля, який прийшов до нього на допомогу. Конокрад наздоганяє табір Ради, що пішов, і дарує циганці кобилицю. Рада весело проводить час з Лойко на березі річки, а потім проводить з ним ніч, під час якої напуває цигана соком ягід винограду.
В кінці фільму Лойко, незважаючи на похмуре пророцтво старої циганки-травниці, приходить в супроводі старого друга Араламбі в табір Ради і просить знайомого коваля Макара Чудру виступити в якості весільного посередника. Потім він, виконуючи поставлену раніше дівчиною умовою їхнього весілля — стати на коліна (що у циган є приниженням) перед нею при всьому таборі, вбиває Раду і при всіх встає перед її тілом на коліна. Батько Ради — старий солдат Данило, який був присутній при вбивстві дочки, вбиває Лойко ножем.

## У ролях
- Світлана Тома —  Рада
- Григоре Григоріу —  Лойко Зобар
- Олена Садовська —  Юлішка, знайома Лойко
- Барасбі Мулаєв — коваль Макар Чудра
- Іон Сандрі Шкуря —  Антол Сіладі
- Всеволод Гаврилов —  Данило
- Борислав Брондуков —  Буча
- Альона Бузильова —  дівчинка з табору, що співає «Нане цоха»
- Марія Капніст —  Ізергіль
- Михайло Шишков —  Нур
- Василь Симчич —  пан Балінт
- Ляля Чорна —  стара циганка
- Павло Андрейченко —  Таленчин
- Неллі Волшанінова —  Русаліна
- Стяпонас Космаускас —  бургомістр
- Вітаутас Ейдукайтіс —  пан зі свити бургомістра
- Альгірдас Пінтукас —  пан зі свити бургомістра
- Ляонас Станявічюс —  поліцейський
- Микола Жемчужний —  циган
- Вадим Вільський

## Знімальна група
- Режисер — Еміль Лотяну
- Сценарист — Еміль Лотяну
- Оператори — Сергій Вронський, Борис Травкин
- Композитор — Еуженіу Дога
- Художники — Фелікс Ясюкевич, Альберт Рудаченко, Михайло Антонян